# Eisbachbrücke

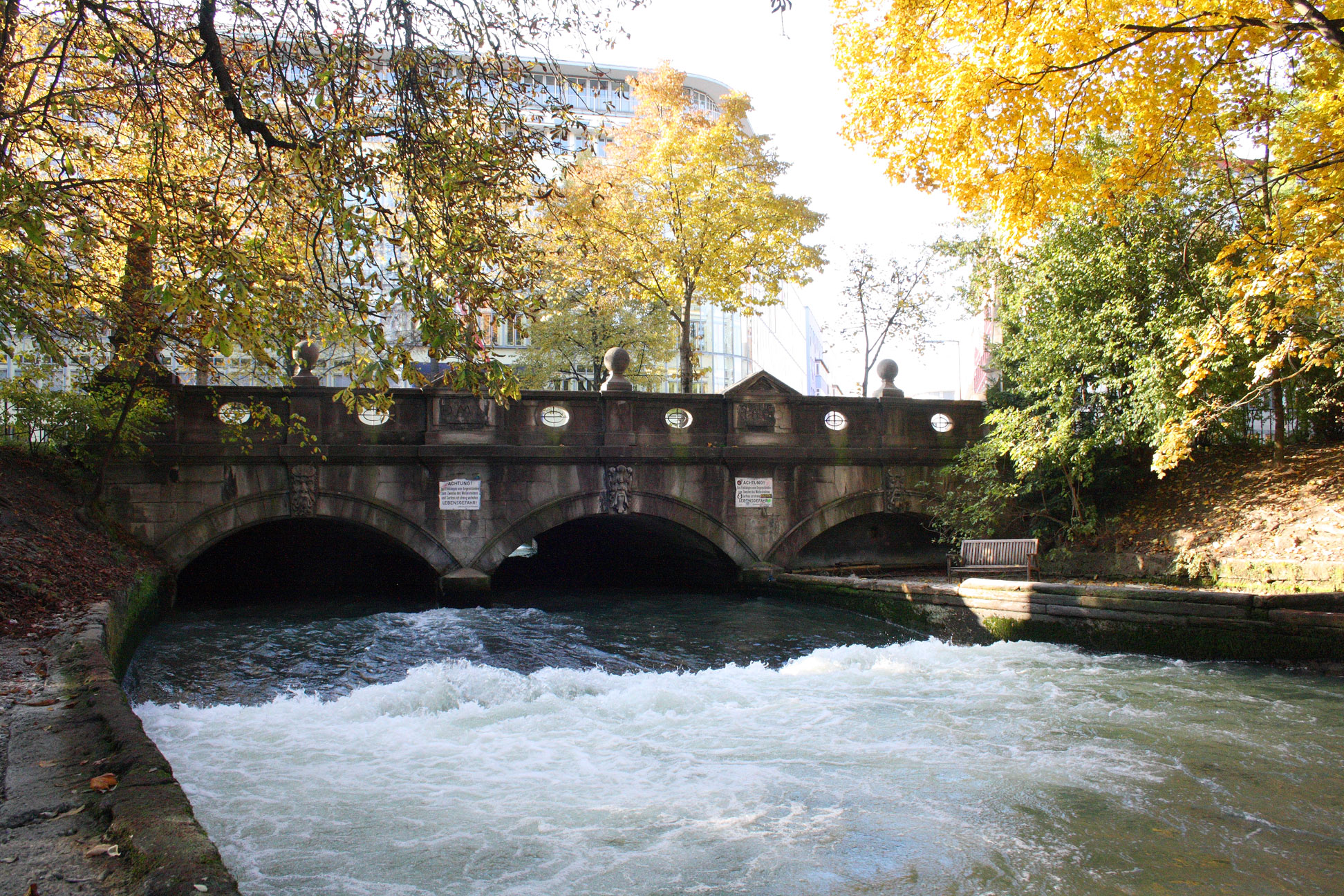
Eisbachbrücke

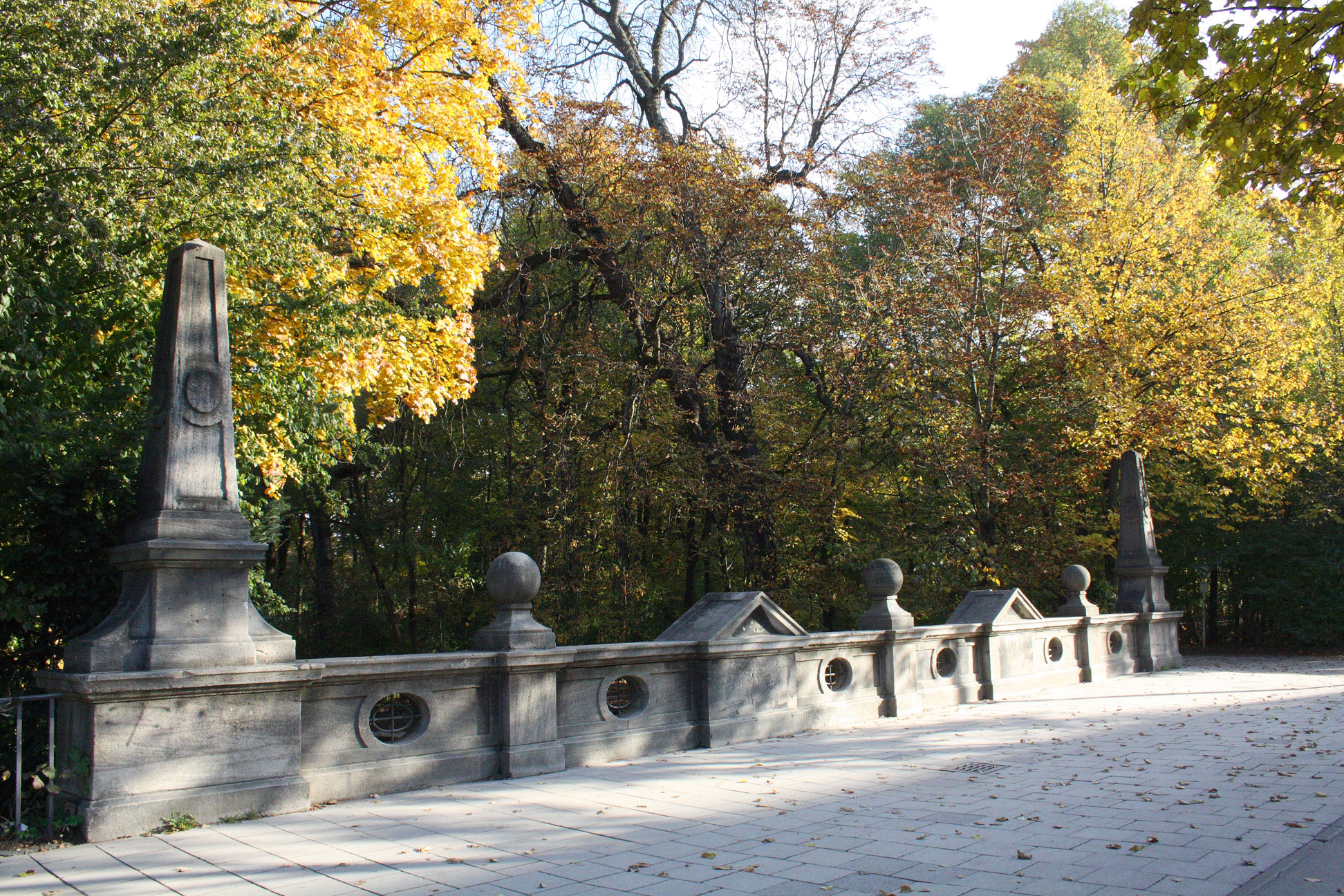
Nordbalustrade

Die Eisbachbrücke ist eine Brücke in München.

## Lage
Die Eisbachbrücke liegt im Münchner Stadtteil Lehel am Südrand des Englischen Gartens. Sie führt die Prinzregentenstraße über zwei Münchner Stadtbäche hinweg, die sich hinter der Brücke zum Eisbach vereinigen.

## Geschichte
Die Eisbachbrücke wurde von Hans Grässel 1890 bei der Anlage der Prinzregentenstraße errichtet, die als Ost-West-Verbindung die meist in Süd-Nord-Richtung verlaufenden Stadtbäche kreuzte.
Unter den drei Bögen der Brücke flossen ursprünglich der Papiererbach, der Stadtmühlbach und der Stadtsägmühlbach hindurch und vereinigten sich hinter der Brücke zum Eisbach, nach dem die Brücke benannt ist. Da der Papiererbach heute aufgelassen ist, ist der westliche Bogen der Brücke zugemauert.

## Beschreibung
Die Eisbachbrücke ist eine Bogenbrücke mit drei Bögen, die jeweils eine Spannweite von 4,90 m haben.
Nach der Überwölbung der Stadtbäche wurde der Südrand der Straße bebaut. Daher ist im Straßenbild von der Brücke nur noch die nördliche Balustrade am Englischen Garten zu sehen.
Hinter der Brücke entsteht durch die Strömung im Eisbach eine Welle, die bei Flusssurfern sehr beliebt ist.